# Vitas

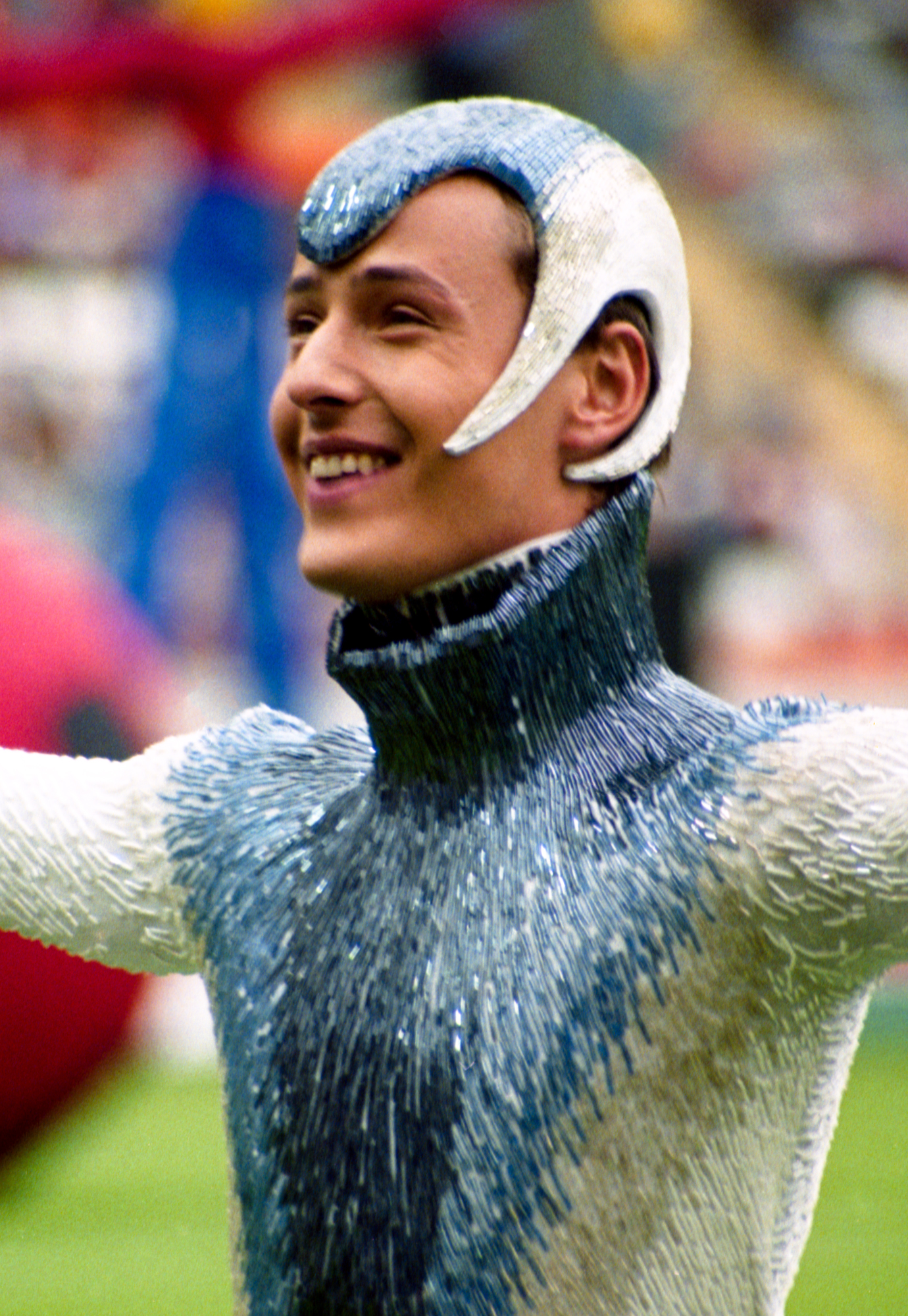
Vitas, 2002

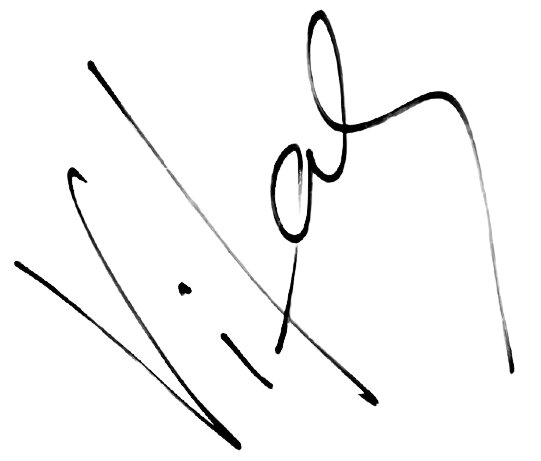
Autogramm

Vitas, eigentlich Witalij Wladassowytsch Hratschow (ukrainisch Віталій Владасович Грачов, * 19. Februar 1979 in Odessa, Ukraine), ist ein ukrainischer Popsänger (Bariton, Falsett), der hauptsächlich auf Russisch singt. Vitas ist außerdem als Komponist, Schauspieler und Modedesigner tätig. Bekannt wurde er unter seinem Künstlernamen, der Kurzform seines Vornamens. Bei den von ihm dargebotenen Musikstilen handelt es sich um Pop, beeinflusst von Techno und immer wieder auch Klassik.

## Kurzcharakteristik
Bekanntheit erlangte Vitas in erster Linie durch seine zahlreichen Auftritte im russischen Fernsehen und die Präsenz von Videoclips und Konzertmitschnitten im Internet. Seit einem Konzert, das er 2002 im Kremlpalast gab, ist er auch auf Tourneen in China, Südkorea und Japan unterwegs. Weltweite Popularität erlangte sein Hit Opera #2 (2000), der über das Internet, insbesondere Youtube, primär in Mitschnitten von Konzertversionen, aber auch als Clip inszeniert, verbreitet wurde und von April 2006 bis 2012 weit über 12 Millionen Mal abgerufen wurde.

## Leben und Laufbahn
Witalij Hratschow wurde als Sohn russischer Eltern in der UdSSR geboren. Er wuchs in Odessa auf. Er zeigte bereits in früher Kindheit großes Interesse an Musik. Der Großvater des jungen Witalij lehrte ihn, Akkordeon zu spielen. Witalij Hratschow  begann bereits als Kind, Songs zu schreiben, etwa den Refrain seines späteren Hits Opera #2, zu dem er in einem Interview 2007 angab, er habe ihn mit zehn Jahren erdacht und mit zwölf erstmals in einer Kinderproduktion öffentlich vorgetragen. Später hatte er auch regulären Musikunterricht, ahmte den Popsänger Michael Jackson nach und versuchte sich als Breakdancer. Er besuchte eine auf künstlerische Ausbildung spezialisierte Schule in Odessa und wurde als Teenager in verschiedenen Theater-Produktionen besetzt. „Entdeckt“ wurde er während eines Besuchs des Produzenten und Managers Sergei Nikolajewitsch Pudowkin, der Vitas fragte, ob er nach Moskau wechseln wolle. Diese Einladung erfolgte auf der Basis der schauspielerischen Talente von Witalij: Pudowkin hatte seine Gesangsstimme noch nicht gehört. Witalij reiste mit Demos von seiner Musik nach Moskau und begann dort dann mit Pudowkin zusammenzuarbeiten.
Im Jahr 2000 wurde Vitas mit Opera #2 durch seine ungewöhnlich hohe, kräftige und markante Falsettstimme bekannt, die seither eines seiner Markenzeichen ist und in vielen seiner Auftritte auch extensiv zu Gehör kommt, beispielsweise in dem Clip Lucia di Lammermoor (2006), einer Paraphrasierung auf die „Wahnsinnsszene“ dieser Oper von Gaetano Donizetti.
2001 lud ihn der italienische Songwriter Lucio Dalla nach Rom ein, wo er an den Proben der Tosca-Verfilmung von Benoît Jacquot teilnahm, einer Adaption der Puccini-Oper. Anschließend lud Dalla Vitas zur Mitwirkung an der Interpretation seiner Caruso-Hommage ein (In Memory of Caruso), beide Künstler traten in einem gemeinsamen Konzert im Kremlpalast auf („San Remo in Moscow“).
Am 29. März 2002 trat er erstmals als Konzertsolist, mit Backgroundchor und traditionellem Orchester, im ausverkauften Staatlichen Kremlpalast auf. Damit war er der bis dato jüngste Künstler, der dort als Solist wirkte.
Sein zweites Soloprogramm The Songs of My Mother reflektiert unter anderem den Tod der Mutter nach schwerer Krankheit im Jahr 2001. Vitas präsentierte das Programm erstmals im November 2003 in dem Konzertsaal „RUSSIA“ in Moskau. Zwei Alben The Songs of My Mother und Mama wurden anlässlich dieser Auftritte veröffentlicht. Das Album The Songs of My Mother enthielt Songs, die bereits zum Grundbestand des russischen Pop gehörten, das Album Mama dagegen enthielt nur die neuen von (oder für) Vitas komponierten Songs. Von März 2003 bis Februar 2007 gab er 264 Konzerte in Russland, Australien, den USA, Kanada, Israel, Deutschland, Kasachstan, Litauen, Lettland, Estland, Georgien, Tadschikistan, der Ukraine und Belarus.
Das Album A Kiss As Long As Eternity erschien 2004. In den Jahren 2004–2005 wurde Vitas zum populärsten Tourneekünstler in Russland. Seine Premiere The Songs of My Mother galt als „the best musical event of the year.“ Der Produzent Pudowkin organisierte 2004–2006 eine Tournee mit dem Programm The Songs of My Mother in Russland, den USA, Kanada, Australien, Deutschland, Kasachstan, Israel und den Baltischen Staaten. Vitas gab mit diesem Programm 2004 mehr als 250 Vorstellungen. Im Juni 2006 wurde Vitas vom CCTV eingeladen, am Programm The Year of Russia in China in Peking teilzunehmen. Dort präsentierte er seine Songs Star und Opera #2.
Vitas’ Premiere Return Home fand im März 2007 auf der Bühne des „Kosmos“ statt. 20 neue Kompositionen von oder für Vitas kamen anlässlich dieser Premiere heraus. Im Oktober desselben Jahres schloss Vitas einen Vertrag mit dem amerikanischen Label Gemini Sun Records. Gemini Sun plante, seine bisherigen Titel auf DVD und CD mit neuen Booklets und englischen Untertiteln im Frühjahr 2008 herauszubringen.
Nachdem im Juni 2015 das offizielle Musikvideo seines 2001 veröffentlichten Liedes The 7th Element im Online-Forum reddit geteilt wurde, ging dieses viral und wurde über 50 Millionen Mal auf YouTube aufgerufen und wurde in verschiedenen sozialen Netzwerken als Meme verbreitet. Zwischen 2016 und 2017 tauchten dann auch die Lieder Sou l und Smile als Meme auf unter anderem Facebook und Twitter auf.
Am 22. Juli 2019 holte der australische DJ und Produzent Timmy Trumpet Vitas während seines Auftritt beim Tomorrowland in Belgien auf die Bühne. Zusammen präsentierten sie einen neuen Remix zu The 7th Element sowie einen gemeinsamen Song, der auf dem Thema In der Halle des Bergkönigs von Edvard Grieg basiert.
Neben seiner Sängerkarriere präsentierte er 2002 die Collection Autumn Dreams auf der Bühne des Kremlpalastes.

## Privatleben
Vitas legte Wert auf den Schutz seiner Privatsphäre und vermied lange, sie in Interviews preiszugeben. Obwohl Vitas und sein Management zuvor bestritten hatten, dass er verheiratet wäre, heirateten Vitas und seine Frau Swetlana im Jahr 2006. Sie haben eine Tochter, die 2008 geboren wurde. Während eines Konzerts in Sankt Petersburg im Februar 2010 sang Vitas ein Wiegenlied für seine Tochter. Im Januar 2012 wurden Vitas und seine Familie in der Talk-Show „Let Them Talk“ interviewt. Im März 2016 reagierte Vitas in der Talk-Show auf die Vorwürfe eines Mannes, der behauptete, dass er der biologische Vater von Vitas sei. Nach Reaktionen von Vitas’ Freunden und seiner Familie brachte die DNA-Untersuchung das Ergebnis, dass er nicht Vitas’ Vater ist. Nach einem Autounfall am 10. Mai 2013 in Moskau, als Vitas eine Fahrradfahrerin angefahren hatte, haben russische Fernsehsender, so u. a. Perwy kanal und Rossija 1 eine Abbildung seines Führerscheines veröffentlicht, welchen die Moskauer Polizei den Journalisten präsentierte. Dort waren sein richtiges Geburtsdatum und der Geburtsort sichtbar. Dadurch wurde bekannt, dass sein richtiges Geburtsdatum der 19. Februar 1979 und sein richtiger Geburtsort Odessa in der Ukraine ist und nicht, wie bisher behauptet, Daugavpils in Lettland. Vitas hat die ukrainische Staatsangehörigkeit und keine russische.

## Auszeichnungen
| Jahr             | Kategorie | Stück                             |
| ---------------- | --- | --------------------------------- |
| 2001, 2002, 2003 | Best selling single Russian Record Prize                                                                                      | „Opera # 2“                       |
| 2001             | „Komsomolskaya Pravda“ and Internet Survey „FORUM 2001“ Musical Discovery of the Year                                         |                                   |
| 2000, 2001, 2002 | Three-time-laureate of the festivals „The Song of the Year-2000“, „The Song of the Year-2001“ and „The Song of the Year-2002“ |                                   |
| 2001, 2002       | Two-time-laureate of the People Prize „Golden Gramophone“                                                                     | „Opera # 2“, „Smile!“             |
| 2001, 2002, 2003 | Three-time-laureate of the Musical Prize „PODIUM“ for the most stylish achievements in pop music                              |                                   |
| 2001, 2002, 2003 | Russian „People’s HIT“ Prize                                                                                                  | „Opera # 2“, „Smile!“, „The Star“ |
| 2001, 2003       | Radio station „HIT FM“ Prize „100 Per Cent HIT“                                                                               |                                   |
| 2002             | National Musical Prize „Ovation“ Soloist of the Year                                                                          |                                   |
| 2004             | Russian Internet portal AFISHA.COM                                                                                            |                                   |
| 2007             | Order of Service to the Arts                                                                                                  |                                   |

## Diskografie

### Alben
| Russisch-kyrillisch                                | Russisch-lateinisch                              | Englisch                        | Jahr |
| -------------------------------------------------- | ------------------------------------------------ | ------------------------------- | ---- |
| Философия чуда                                     | Filossofija tschuda                              | Philosophy of Miracle           | 2001 |
| Улыбнись                                           | Ulybnis                                          | Smile!                          | 2002 |
| Мама                                               | Mama                                             | Mama                            | 2003 |
| Песни моей мамы                                    | Pesni mojei mamy                                 | The Songs of My Mother          | 2003 |
| Поцелуй длиною в вечность                          | Pozelui dlinoju w wetschost                      | A Kiss as Long as Eternity      | 2004 |
| Возвращение домой                                  | Woswraschtschenije domoi                         | Return Home                     | 2006 |
| Криком журавлиным: возвращение домой II            | Krikom schurawlinym, Woswraschtschenije domoi II | Crane's Cry, Return Home Part 2 | 2007 |
| Хиты ХХ века                                       | Chity XX weka                                    | XX-th Century Hits              | 2008 |
| Скажи, Что Ты Любишь                               |                                                  |                                 | 2009 |
| Шедевры Трех Веков                                 |                                                  |                                 | 2010 |
| Мама и сын                                         |                                                  |                                 | 2011 |
| Только ты: история моей любви, часть 1             |                                                  |                                 | 2013 |
| Я подарю тебе весь мир: история моей любви Часть 2 |                                                  |                                 | 2014 |
| Made In China                                      |                                                  |                                 | 2016 |
| Бит бомбит                                         |                                                  |                                 | 2019 |

### Weitere Alben
- 2007: Myth of the Shaking Soul Voice
- 2008: Свет нового дня

### EPs
- 2001: Good Bye
- 2018: Мне бы в небо
- 2023: Opera20

### Singles (Auswahl)
- 2001: 7 Элемент
- 2001: Опера #2
- 2002: Улыбнись
- 2003: Звезда
- 2006: Lucia Di Lemmermoor
- 2020: The King (mit Timmy Trumpet)

### Videoalben
| Russisch-kyrillisch       | Russisch-lateinisch          | Englisch                 | Jahr |
| ------------------------- | ---------------------------- | ------------------------ | ---- |
| Опера №2                  | Opera Nr. 2                  | Opera #2                 | 2000 |
| Опера №1                  | Opera Nr. 1                  | Opera #1                 | 2001 |
| Блаженный Гуру            | Blaschenny Guru              | Blessed Guru             | 2001 |
| Улыбнись!                 | Ulybnis!                     | Smile!                   | 2002 |
| Звезда                    | Swesda                       | The Star                 | 2003 |
| Мама                      | Mama                         | Mama                     | 2003 |
| Птица Счастья             | Ptiza Stschastja             | The Bird of Happiness    | 2004 |
| Поцелуй Длиною В Вечность | Pozelui Dlinoju W Wetschnost | Kiss As Long As Eternity | 2004 |
| Берега России             | Berega Rossii                | Shores of Russia         | 2005 |
| Лючия ди Ламмермур        | Ljutschija di Lammermur      | Lucia Di Lammermoor      | 2006 |
| Криком Журавлиным         | Krikom Schurawlinym          | Crane's Crying           | 2006 |
| ЯМАЙКА                    | JAMAIKA                      | Jamaica                  | 2007 |
|                           |                              | China Triumph            | 2008 |
|                           |                              | Tibetan Plateau          | 2008 |
|                           |                              | 7th Element              | 2002 |